# Jean Gilson
Pour les articles homonymes, voir Gilson.
Jean Gilson, né le 11 août 1912 à Anvers (Belgique) et décédé le 22 février 2000 à Uccle (Bruxelles) est un architecte fonctionnaliste belge. Cofondateur du bureau d'architecture 'Groupe alpha' il a participé à de nombreux projets de grands complexes de bureaux à Bruxelles (dans les années 1950 et 1960) et a construit plusieurs églises.

## Réalisations

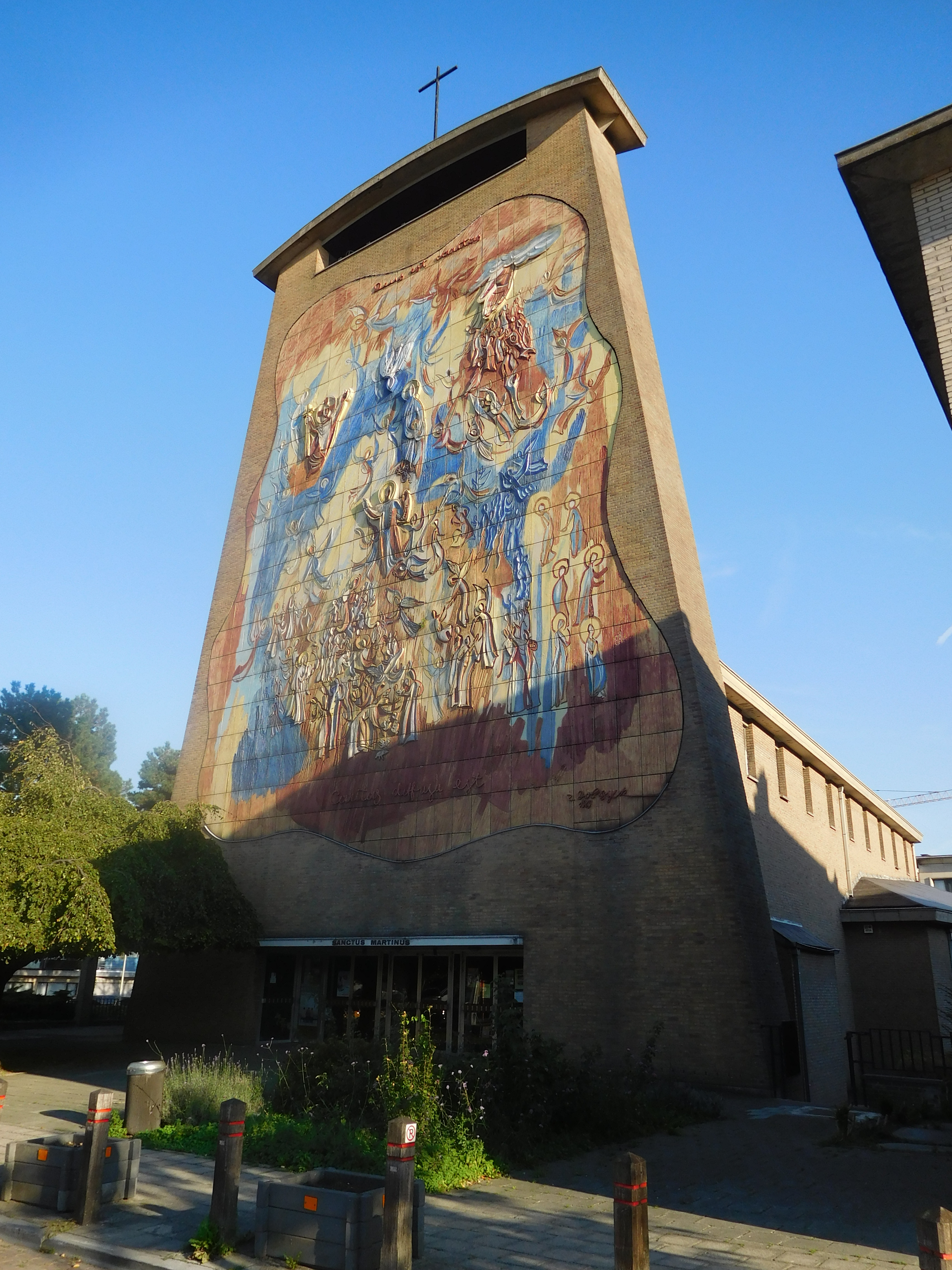
Église Saint-Martin de Ganshoren.

### Style fonctionnaliste
- 1952-1956 Église Saint-Nicolas d'Ostdunkerque (Coxyde)[1]
- 1958-1968 Cité administrative de l'État, boulevard Pachéco à Bruxelles (Marcel Lambrichs, Hugo Van Kuyck, Georges Ricquier[Notes 1] et Jean Gilson)[2];
  - immeuble rénové en 2012-2013
- 1963-1969 Bâtiment Berlaymont (siège de la Commission Européenne) (plans de Lucien De Vestel, architectes opérationnels : Jean Gilson, André et Jean Polak);
- 1967-1971 Centre administratif de la Ville de Bruxelles (Centre Monnaie) et Régie des Postes, boulevard Anspach n°6 à Bruxelles (Jacques Cuisinier, Jean Gilson, André et Jean Polak, R.Schuiten)[3].
- 1970 Église Saint-Martin, à Ganshoren (Bruxelles).

### Style néo-roman
- 1955 église Saint-Martin à Forrières (Nassogne)[4]